# Platyura bifasciata
Platyura bifasciata är en tvåvingeart som först beskrevs av Macquart 1834.  Platyura bifasciata ingår i släktet Platyura och familjen platthornsmyggor.
Artens utbredningsområde är Frankrike. Inga underarter finns listade i Catalogue of Life.